# Богът в купата
Богът в чашата (на английски: The God in the Bowl) е фентъзи разказ, част от цикъла „Конан Варварина“, написан от Робърт Хауърд и публикуван след смъртта му в списанието „Space Science Fiction“ в броя от септември 1952 година. Оригиналната версия на разказа, написана в началото на 1930-те години, е отхвърлена от списанието „Weird Tales“, и е публикувано чак през 1952 г. с редакционни поправки на Лион Спраг де Камп. Оригиналният текст на разказа без измененията на де Камп, е издаден за пръв път през 2002 г. в сборника „Conan of Cimmeria: Volume One (1932-1933)“. В публикациите след 2002 г. разказът се печата в оригиналната му версия.

## Сюжет
Внимание:  Текстът по-долу разкрива сюжета на произведението (или части от него)!
В Нумалия, втория по значение град на Немедия, е убит Калиан Публико, колекционер на редки находки и антикварни предмети. Нощния страж, който открива трупа в Храма на Публико, заварва на местопрестъплението и Конан. Извиканата да разследва случая стража начело с началника Деметрио задържат Конан, като основен заподозрян в убийството, което той яростно отрича да е извършил. Започва разследване на убийството на колекционера. Търсенето на улики и следи в храма води до смъртта на още няколко души. В крайна сметка се изяснява, че Калиан Публико е придобил старинна гравирана с йероглифи купа от Стигия. Отваряйки я, той е освободил заключеното в купата древно божество – огромна змия с красиво човешко лице. Змията се опитва да подмами и Конан, но той не се поддава на магията и я обезглавява с меча си.

## Публикации на български език
- 1991: Богът в купата – в сборника „Конан варваринът“, ИК „Ролис“, София, кн.1 от поредицата „Серия Фантастика“, преводач: Иван Златарски.
- 2016: Богът в купата – в сборника „Конан. Том 2“, ИК „Изток-Запад“, София, кн.26 от поредицата „Колекция Върхове“, преводач: Елена Павлова.